# Professor Snuffel
Professor Eusebius Snuffel is een stripfiguur uit de stripreeks Piet Pienter en Bert Bibber gemaakt door de Belgische tekenaar en scenarist Pom.
Hij is oudheidkundige en komt voor in de eerste verhalen van Piet Pienter en Bert Bibber die gepubliceerd werden in Het Handelsblad (De verborgen schat - 1952) en de Gazet van Antwerpen (De Inca-schat der Cordillera).
Zijn personage wordt later minder belangrijk en vervangen door dat van Professor Kumulus.
In de uiteindelijke reeks kwam hij voor in:
- Album nr. 2: De Inca-schat der Cordillera
- Album nr. 5: De diamantmijnen van Koningin Salami
- Album nr. 17: De vloek van Toetan Kanon
- Album nr. 22: De diadeem van Swaba
- Album nr. 41: Systeem Kleerkast